# Fleiß

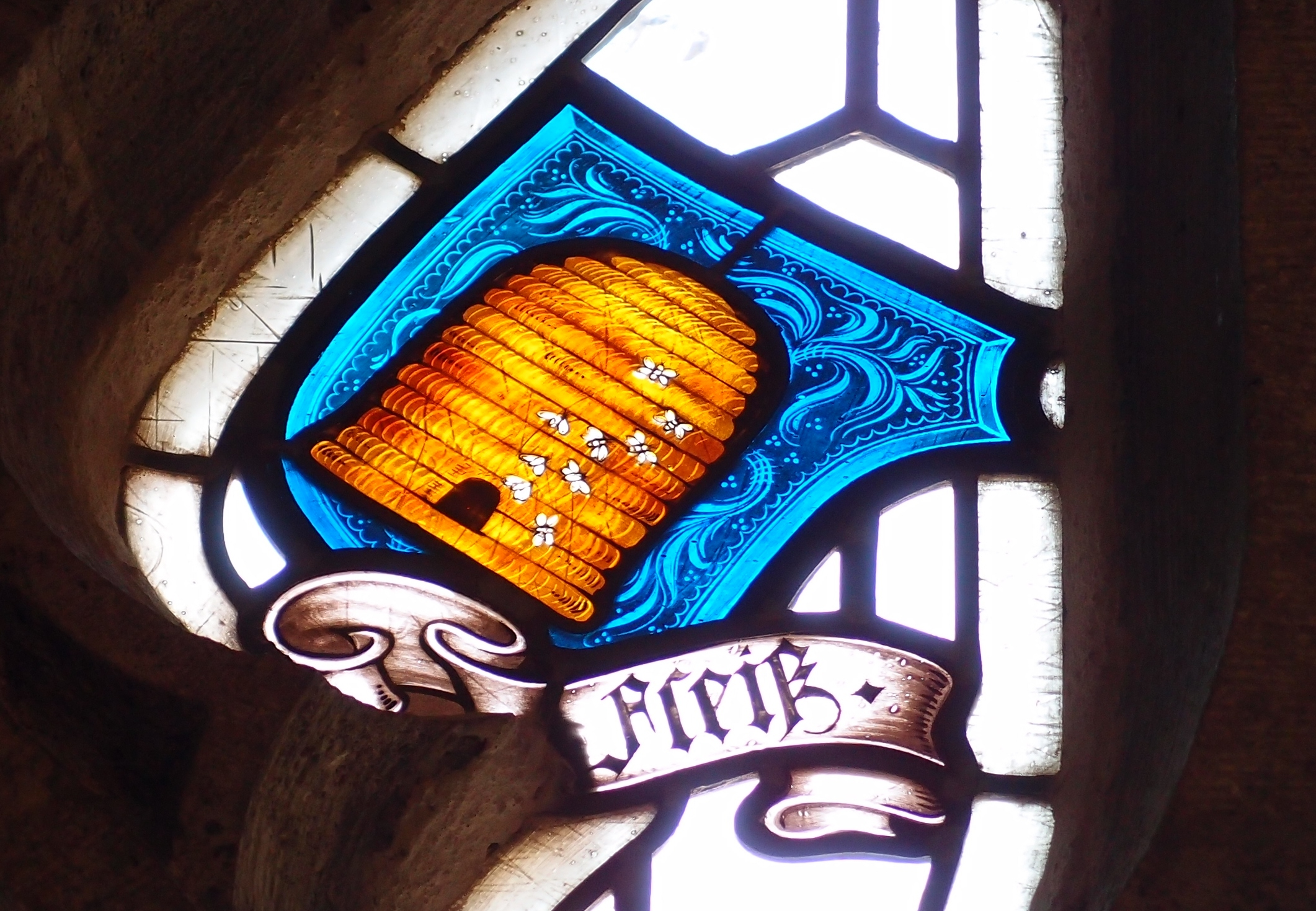
Darstellung von „Fleiß“ in einem Glasfenster im Münchner Rathaus

Das Wort Fleiß stammt von dem germanischen Wort Kampfeseifer (oder Streit) ab und bedeutet arbeitsame Zielstrebigkeit. Fleiß gilt als so genannte bürgerliche Tugend. Gegensätzlich dazu stehen im allgemeinen Sprachgebrauch Müßiggang und Trägheit.
Als schulische Kopfnote umfasst Fleiß die Lernbereitschaft, Zielstrebigkeit, Ausdauer und Regelmäßigkeit beim Erfüllen von Aufgaben.
Seit einigen Jahrzehnten wird das Wort (nicht unbedingt die Eigenschaft) – im Rahmen einer generellen Ablehnung „bürgerlicher“ Sekundärtugenden – auch negativ konnotiert. Obwohl Fleiß als Eigenschaft sowohl privat als auch im Beruf zweifellos geschätzt wird, spielt man sie manchmal gegen andere Gaben, die teilweise konträr liegen (wie Intelligenz oder Spontaneität), aus. Dagegen sind ähnliche Wörter (aber auch des Fleißes wichtigste Bestandteile wie „arbeitsam“ oder „zielstrebig“) von diesem Wandel im Sprachgebrauch weniger betroffen.
Vielfach wird diese leicht abwertende Sicht von Fleiß mit „Bravheit“ assoziiert, in Schule oder Gruppen auch mit „Angepasstheit“. Dennoch ist diese Art der arbeitenden oder lernenden Beharrlichkeit auch in der Wissenschaft notwendig, wo der Fleiß nicht durch Intelligenz „ersetzbar“ ist. Fleiß bedeutet hier nicht nur, sich durch manche wissenschaftliche Durststrecke hindurch zu arbeiten, sondern auch das eigene Verstehen durch zielstrebiges Lernen zu fördern. Dazu kann z. B. auch manche wiederholende Tätigkeit gehören – wie das Auswendiglernen von Wendungen, Gedichten oder Formeln. Das Einprägen wichtiger Basiskenntnisse lässt sich nicht immer durch pures Verstehenwollen ersetzen, das in unserer Zeit meist höher im Kurs steht als Fleiß.